# Paracalantica ikedai
Paracalantica ikedai is een rankpootkreeftensoort uit de familie van de Scalpellidae. De wetenschappelijke naam van de soort is voor het eerst geldig gepubliceerd in 1949 door Utinomi.